# Hulk Hogan
Hulk Hogan, bürgerlich Terrence Gene „Terry“ Bollea (* 11. August 1953 in Augusta, Georgia; † 24. Juli 2025 in Clearwater, Florida), war ein US-amerikanischer Wrestler und Schauspieler. Er gilt als einer der bekanntesten und erfolgreichsten Wrestler der Geschichte und wurde darüber hinaus Teil der US-amerikanischen Popkultur der 1980er und 1990er Jahre. Seine Popularität bescherte ihm Rollen in Fernsehserien, -shows und Kinofilmen.
Mitte der 1980er-Jahre wurde er zum Aushängeschild der World Wrestling Federation (WWF, heute WWE). Die WWF stieg unter Hogan zum unbestrittenen internationalen Marktführer auf. Er gewann sechs Mal den höchsten Titel der WWF, seine erste Regentschaft dauerte vier Jahre. 1994 unterzeichnete er bei World Championship Wrestling (WCW). Dort wandelte sich Hogan vom Face zum Heel und führte das Stable New World Order (nWo) an. Er gewann sechsmal die WCW World Heavyweight Championship. Er war Mitglied der WWE Hall of Fame.

## Frühe Jahre
Terry Bollea wurde 1953 in Augusta als Sohn des Italo-Amerikaners Pete Bollea und dessen Frau Ruth geboren, die Vorfahren aus Frankreich, Italien und Panama hat.

## Wrestling-Karriere

### Anfänge
Vor seiner Wrestling-Karriere spielte Bollea Baseball in Amateurvereinen und war Bassist in einigen Rockbands wie Ruckus und Infinity’s End. Viele Wrestler, die in Florida auftraten, besuchten Bars, in denen er mit seinen Bands spielte. Seine Statur erregte die Aufmerksamkeit der Brisco Brothers (Jack und Jerry Brisco), eines der Top-Tag-Teams zur damaligen Zeit, die Bollea schließlich davon überzeugen konnten, es mit dem Wrestling zu versuchen. Bollea trainierte fast zwei Jahre unter Hiro Matsuda.
Im August 1977 hatte Bollea sein erstes professionelles Match. In seinen ersten Jahren gewann er unter den Ringnamen Terry „The Hulk“ Boulder und Sterling Golden einige regionale Titel, darunter die Southeastern Heavyweight Championships der National Wrestling Alliance in Alabama und Tennessee. Auch trat er zusammen mit seinem langjährigen Freund Ed Leslie als Boulder Brothers im Team auf.

### World Wrestling Federation (1979–1981)
Am 13. November 1979 debütierte Bollea unter dem Namen („The Incredible“) Hulk Hogan in der World Wrestling Federation als sogenannter Heel. Dort fehdete Bollea gegen Bob Backlund, „Mr. USA“ Tony Atlas und André the Giant. Ihm als Manager zur Seite gestellt wurde „Classie“ Freddie Blassie, um den damals noch sehr unsicher wirkenden Hogan vor den Kameras und in Interviewsegmenten sprachlich zu unterstützen, damit die Rolle des Fieslings glaubwürdiger transportiert werden konnte. 1981 nahm er ohne Absprache mit der WWF eine Rolle in Sylvester Stallones Film Rocky III – Das Auge des Tigers an. Da dies einen Vertragsbruch mit der WWF darstellte, wurde Bollea entlassen.

### New Japan Pro Wrestling (1980–1985)
Er erschien außerdem noch bei kleineren US-amerikanischen Promotionen und bei New Japan Pro-Wrestling. Bollea fehdete in Japan gegen Wrestler wie Tatsumi Fujinami und Abdullah the Butcher. Am 2. Juni 1983 gewann Bollea in Japan das erste internationale Wrestling-Grand-Prix-Turnier, in dem er die japanische Wrestlingikone Antonio Inoki im Finale eines 10-Mann-Turniers besiegen durfte. Bollea und Inoki arbeiteten anschließend als Partner zusammen und gewannen in zwei aufeinanderfolgenden Jahren (1982/83) das MSG-Tag-League-Turnier.

### American Wrestling Association (1981–1983)
Nach den Dreharbeiten trat er daher für Verne Gagnes Promotion American Wrestling Association auf und avancierte nach Erscheinen des Films zum Superstar. Zweimal wurde Hogan testweise der AWA-World-Heavyweight-Champion-Titel gegeben, jedoch kurz darauf wieder aberkannt, eine damals gängige Praxis, um die Zuschauerreaktionen vorauszusagen.

### Rückkehr zur WWF (1983–1993)
1983 wurde Bollea vom neuen Besitzer der WWF, Vince McMahon, Jr., von der AWA abgeworben. Am 3. Januar 1984 kehrte er offiziell zurück und gewann am 23. Januar zum ersten Mal den WWF-World-Heavyweight-Champion-Titel von The Iron Sheik. Bollea blieb vier Jahre lang Champion und verteidigte seinen Titel unter anderem gegen André the Giant, „Mr. Wonderful“ Paul Orndorff, Rowdy Roddy Piper und King Kong Bundy. Mit letzterem lieferte er sich im Hauptkampf der zweiten Wrestlemania ein Cage-Match.
Am 5. Februar 1988 verlor Bollea den Titel an André the Giant. Anschließend fehdete er gegen Macho Man Randy Savage und gewann von diesem am 2. April 1989 bei Wrestlemania V den World-Heavyweight-Champion-Titel zum zweiten Mal. Im Jahr 1989 drehte Bollea den Film Der Hammer und fehdete daraufhin gegen Tiny Lister Jr., der seinen Gegenspieler in dem Film spielte. 1990 gewann Bollea den Royal Rumble. Bei Wrestlemania VI am 1. April des Jahres verlor er den World-Heavyweight-Champion-Titel an den damaligen Intercontinental Champion Ultimate Warrior.

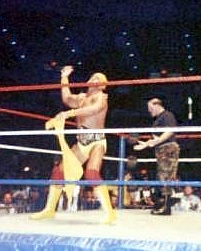
Hulk Hogan als WWF Champion bei WrestleMania VII, 1991

Um zu pausieren, wurde Bollea von Earthquake laut Storyline verletzt, kehrte schließlich beim Summerslam 1990 zurück und bestritt gegen Earthquake über einige Monate hinweg eine Reihe von Matches. In der Zeit des Zweiten Golfkrieges Anfang der 1990er-Jahre fehdete Bollea gegen den als Irak-Sympathisanten auftretenden Sgt. Slaughter. Nachdem Bollea das Royal-Rumble-Match 1991 gewonnen hatte, besiegte er Sgt. Slaughter am 24. März 1991 bei Wrestlemania VII und wurde zum dritten Mal WWF-Heavyweight-Champion. Am 27. November 1991 bei der Survivor Series verlor er den Titel an den Undertaker. Sechs Tage später gewann Bollea den Titel zurück. Der Titel wurde ihm aber umgehend wieder aberkannt, da er laut Storyline zu unfairen Mitteln gegriffen hatte. Nach einem Match bei Wrestlemania VIII am 5. April 1992 gegen Sid Justice wurde Bollea vorerst verabschiedet.
Nach einer fast einjährigen Pause kehrte Bollea im Januar 1993 in den Ring zurück, um mit Brutus Beefcake gegen Money Inc. (Ted DiBiase und IRS) zu fehden. Durch seinen Sieg über Yokozuna bei Wrestlemania IX erhielt er den Championtitel zum fünften Mal. Aufgrund des Steroid-Skandals ließ man Bollea den Titel beim King-of-the-Ring-Turnier 1993 wieder an Yokozuna verlieren, da man von Seiten der WWF muskulöse Wrestler aus dem Rampenlicht zog. Nach einer Reihe von Matches gegen Yokozuna auf einer Europatour verließ Hogan schließlich die WWF.

### Rückkehr zur NJPW (1993–1994)
Am 3. Mai 1993 kehrte Hogan als WWF Champion zu NJPW zurück und besiegte den IWGP Heavyweight Champion The Great Muta in einem Match beim Wrestling Dontaku Event. Am 26. September 1993 trat Hogan erneut gegen Muta an. Sein letztes Match in Japan war am 4. Januar 1994 beim Battlefield Event, als er Tatsumi Fujinami besiegte.

### World Championship Wrestling (1994–2000)

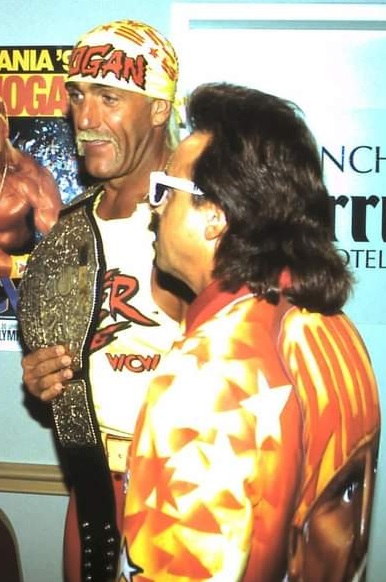
Hulk Hogan als WCW World Heavyweight Champion, 1994

Nach seinem Abschied von der WWF legte Bollea zunächst eine Pause vom Wrestling ein und konzentrierte sich auf neue Filmprojekte und TV-Auftritte. Im Juni 1994 unterschrieb er einen Vertrag mit Ted Turner und trat in der Folgezeit für World Championship Wrestling auf. Gleich in seinem Debütmatch am 17. Juli gewann Bollea den WCW-World-Heavyweight-Championship-Titel von Ric Flair. Nachdem er über die nächsten 18 Monate gegen Flair, Big Van Vader und den Dungeon of Doom gefehdet hatte, verlor Hogan den Titel wieder.
Ab Juli 1996 trat Bollea als Hollywood Hogan auf. Man veränderte damit seinen Ringcharakter völlig. Entgegen dem patriotisch auftretenden, superheldenhaft anmutenden Hulk Hogan in grellen Farben wurde er zum manipulativen und hinterhältigen Bösewicht in schwarzer Ringkleidung. Man ließ ihn eine Gruppierung namens New World Order gründen und zahlreiche, auch hochkarätige Wrestler „rekrutieren“. Mit dieser Storyline gelang es der WCW, der WWF den Rang abzulaufen und zeitweise Marktführer zu werden. Am 10. August 1996 gewann Bollea den WCW-Titel vom Giant. In der Folgezeit fehdete er unter anderem gegen Randy Savage und Roddy Piper. Zirka ein Jahr nach seinem Titelgewinn verlor er den Titel an Lex Luger, gewann ihn aber fünf Tage später zurück.
Im Dezember 1997 verlor Bollea den Titel nach einer langen Fehde bei StarrCade an Sting. Nach einigen Fehden gewann er in einem Match am 4. Januar 1999 den WCW-Heavyweight-Titel zum fünften Mal, verlor ihn aber am 14. März wieder. Nach einiger Zeit gewann er ihn ein sechstes Mal, um den Titel bei Halloween Havoc am 12. September 1999 erneut an Sting abzugeben. Anschließend pausierte Bollea mehrere Monate. Nach seiner Rückkehr im Jahr 2000 fehdete Bollea gegen Lex Luger, Ric Flair und Billy Kidman. Nach einem Disput zwischen ihm und Storyline-Schreiber Vince Russo im April während des Bash at the Beach 2000 verließ Bollea die WCW. Er reichte später eine Verleumdungsklage gegen Russo ein, welche aber abgewiesen wurde.

### Zweite Rückkehr zur WWF/E und NJPW (2002–2007)

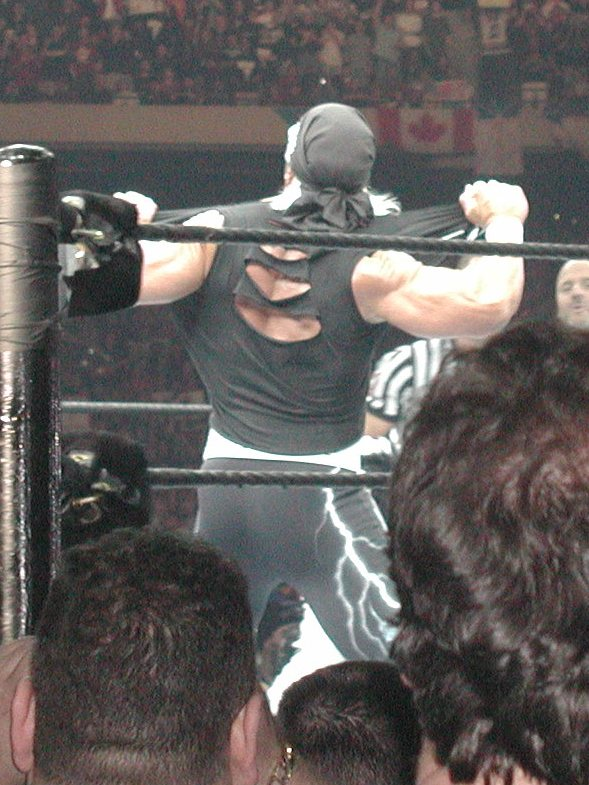
Hollywood Hogan bei Wrestlemania X8, 2002

Bis Ende 2001 zog sich Bollea weitestgehend aus der Öffentlichkeit zurück. Nach dem Niedergang der WCW im März 2001 unterzog er sich einer Knie-OP, um wieder in den Ring steigen zu können. Als Test trat Bollea in einem Match für die XWF von Jimmy Hart an. Dort durfte er Curt Hennig besiegen und bewies sich als fit genug für eine Rückkehr zur WWF.
Dort trat Bollea zunächst als Anführer der ursprünglichen nWo mit Scott Hall und Kevin Nash auf. Im Verlauf einer Fehde gegen The Rock verließ er die nWo jedoch. Im Frühling 2002 besiegte er Triple H bei Backlash und wurde „undisputed Champion“ der WWE (die WWF wurde am 6. Mai in WWE umbenannt). Nach einer Niederlage gegen Brock Lesnar im August 2002 legte er erneut eine Pause ein.

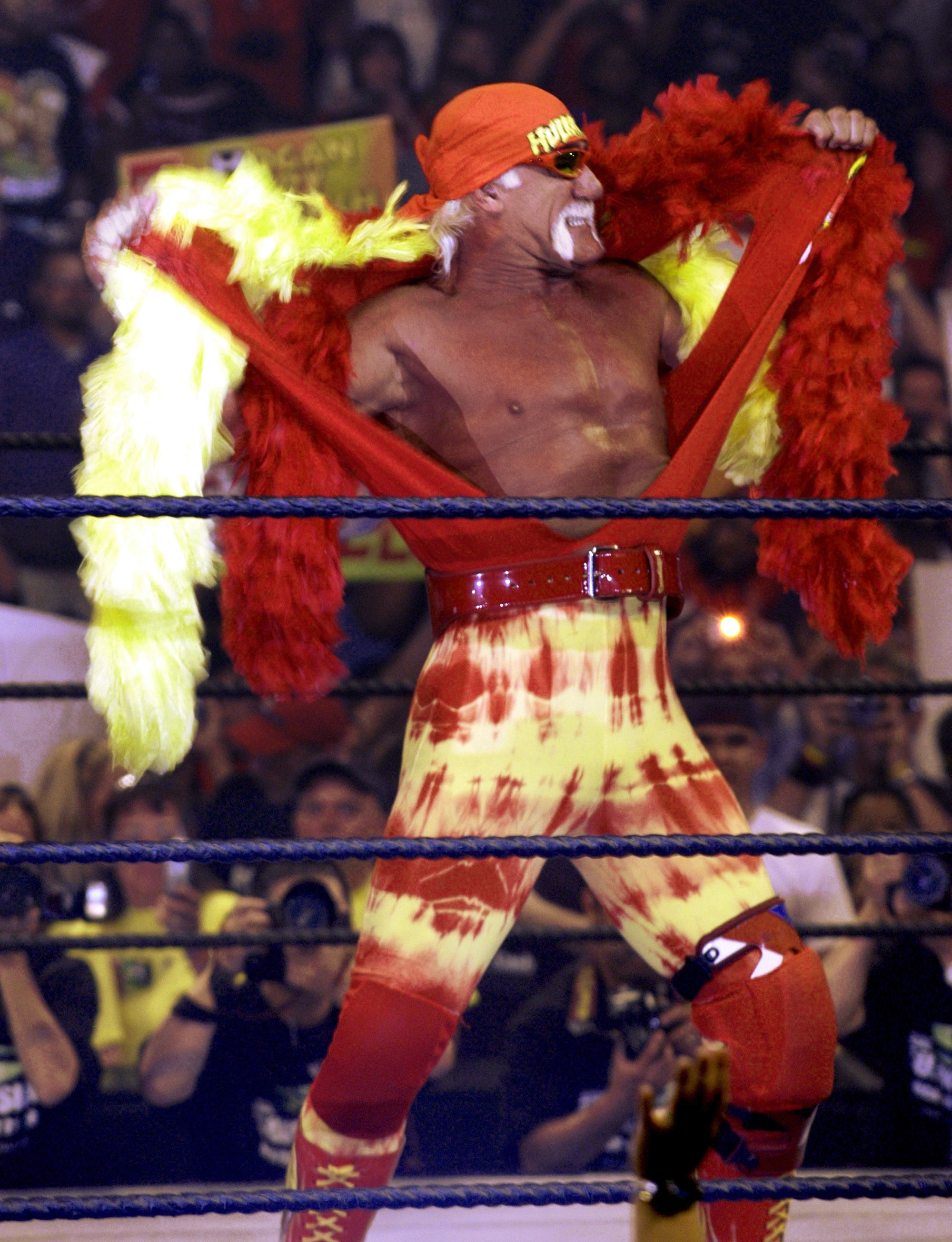
Hulk Hogan beim SummerSlam 2005

2003 kehrte Bollea zurück und fehdete gegen The Rock und Mr. McMahon. Bollea kündigte anschließend aus Frust über das Kreativteam die Zusammenarbeit mit der WWE.
Einige Monate später hatte er ein Match für New Japan Pro-Wrestling. Er plante zu dieser Zeit, für Total Nonstop Action Wrestling anzutreten, aber eine weitere Knie-OP unterbrach die Verhandlungen, die danach nicht mehr zum Abschluss gebracht wurden.
Am 2. April 2005 wurde Bollea von Sylvester Stallone in die WWE Hall of Fame eingeführt. Ab Backlash am 1. Mai 2005 trat er vereinzelt für die WWE bei Großveranstaltungen auf. Ab dem 4. Juli 2005 führte Bollea wieder regelmäßiger Fehden, bis er Anfang Februar 2007 aufgrund von internen Differenzen die WWE verließ.

### Hulkamania Tour, TNA Wrestling und Ende der In-Ring Karriere (2009–2013)

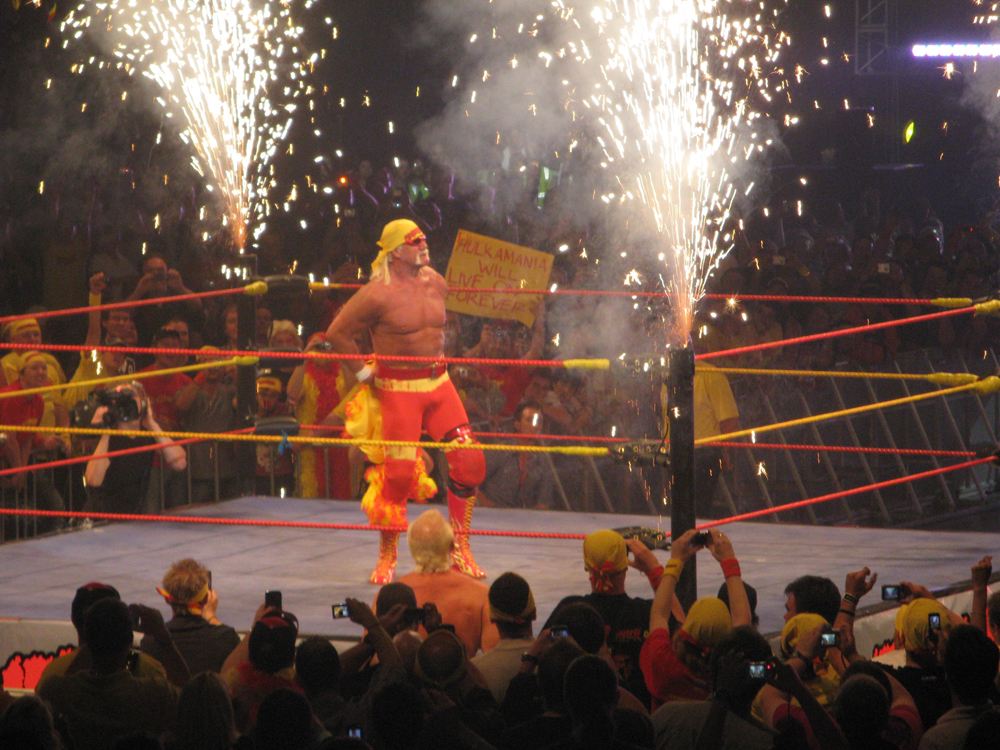
Hogan bei seiner Hulkamania Tour in Melbourne, 2009.

Im November 2009 organisierte Bollea eine eigenständige Wrestling-Tour durch Australien. Die Tour trug den Namen Hulkamania – Let The Battle Begin und fand im November, vier Shows umfassend, statt. Dafür konnte unter anderem Ric Flair angeworben werden, der bei allen Veranstaltungen gegen Bollea antrat.

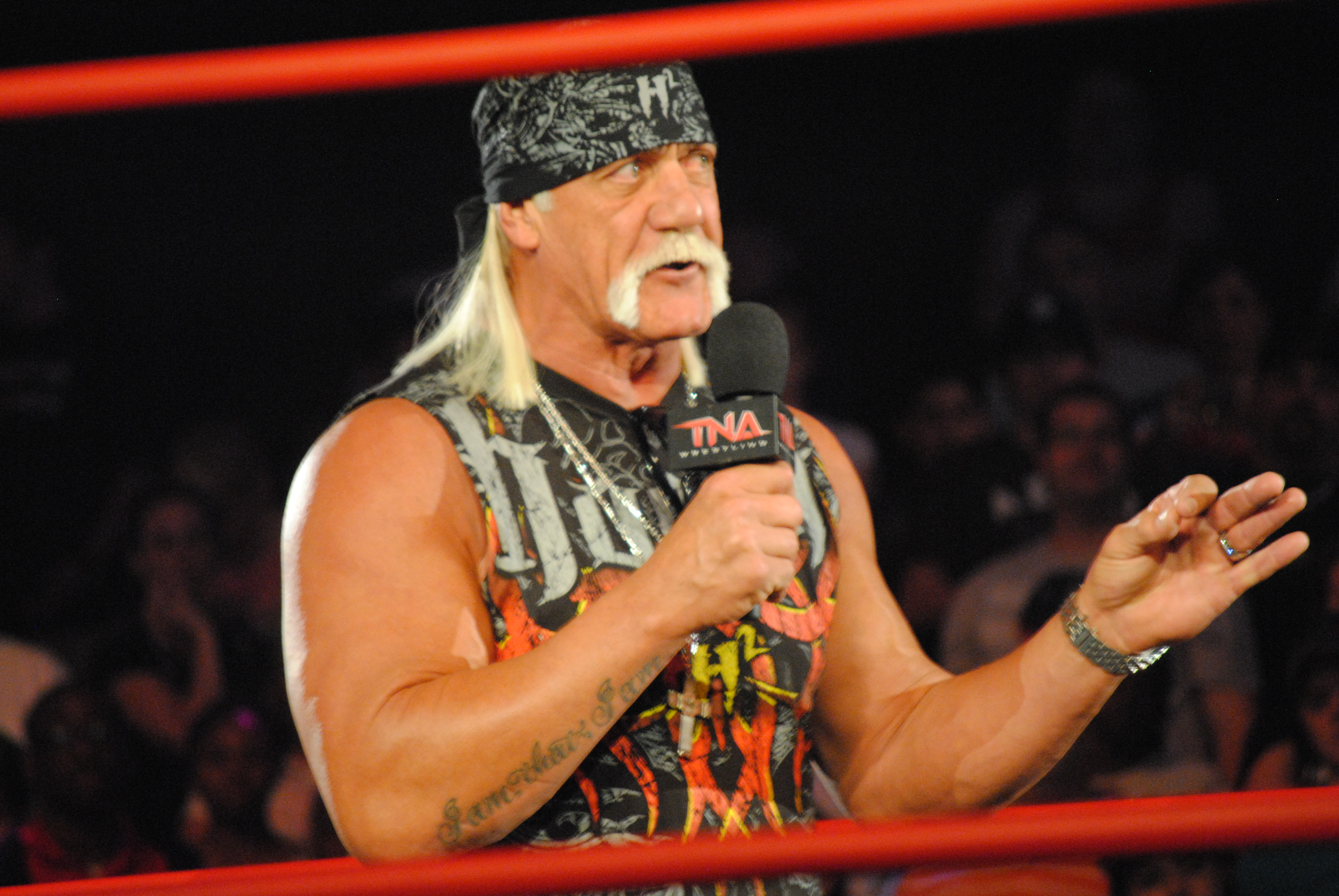
Hogan bei einer Impact Ausgabe, März 2011

Am 26. Oktober 2009 wurde von Total Nonstop Action Wrestling bekanntgegeben, dass Bollea bei der Promotion unterschrieben habe. Sein offizielles Debüt hatte er am 4. Januar 2010 bei TNA iMPACT!. Seitdem ist er für die Promotion auch in den Ring zurückgekehrt und fungierte vor den Kameras unter anderem als Mitglied der Heel-Gruppierung Immortal. Als Teil dieses Stables fehdete er bis Oktober 2011 gegen TNA-Präsidentin Dixie Carter und andere Wrestler wie Sting. Bei der Impact-Wrestling-Ausgabe vom 29. März 2012 wurde Bollea zum neuen General Manager der Show ernannt. In der Ausgabe vom 3. Oktober 2013 wurde Bollea durch Rücktritt aus den Shows geschrieben, da sein Vertrag auslief.

### Vereinzelte Auftritte in der WWE (2014–2025)
Am 21. Februar 2014 wurde die Rückkehr von Bollea zur WWE bekannt gegeben. Er fungierte als Moderator und Eröffnungsredner der Jubiläums-Wrestlemania 30. Seitdem absolvierte er dort sporadische TV-Auftritte in offiziellen Funktionen und agierte als Werbeträger. Am 24. Juli 2015 löste WWE den Vertrag mit sofortiger Wirkung auf. Als Grund wurde die Veröffentlichung eines Videos genannt, auf dem Bollea sich rassistisch über einen afro-amerikanischen Freund seiner Tochter äußerte. Hogan entschuldigte sich später für seine Äußerungen. Die WWE tilgte dennoch jeden Hinweis auf Hulk Hogan von ihrer Website, der Verkauf aller Hulk-Hogan-Fanartikel wurde eingestellt und er wurde aus der Hall of Fame entfernt. 
Am 15. Juli 2018 entschied sich die WWE dazu, Hogan, nach der dreijährigen Suspendierung, aufgrund seiner zahlreichen öffentlichen Entschuldigungen und seiner ehrenamtlichen Tätigkeiten wieder in die Hall of Fame aufzunehmen. Hogan kehrte am 2. November 2018 im Crown Jewel Event zurück. Im April 2021 wurde er erneut in die Hall of Fame als Mitglied der nWo eingeführt. Am 6. Januar 2025 hatte Hogan seinen letzten Wrestling-Live-Auftritt beim Raw-Debüt auf Netflix, begleitet von Jimmy Hart.

## Außerhalb des Wrestlings

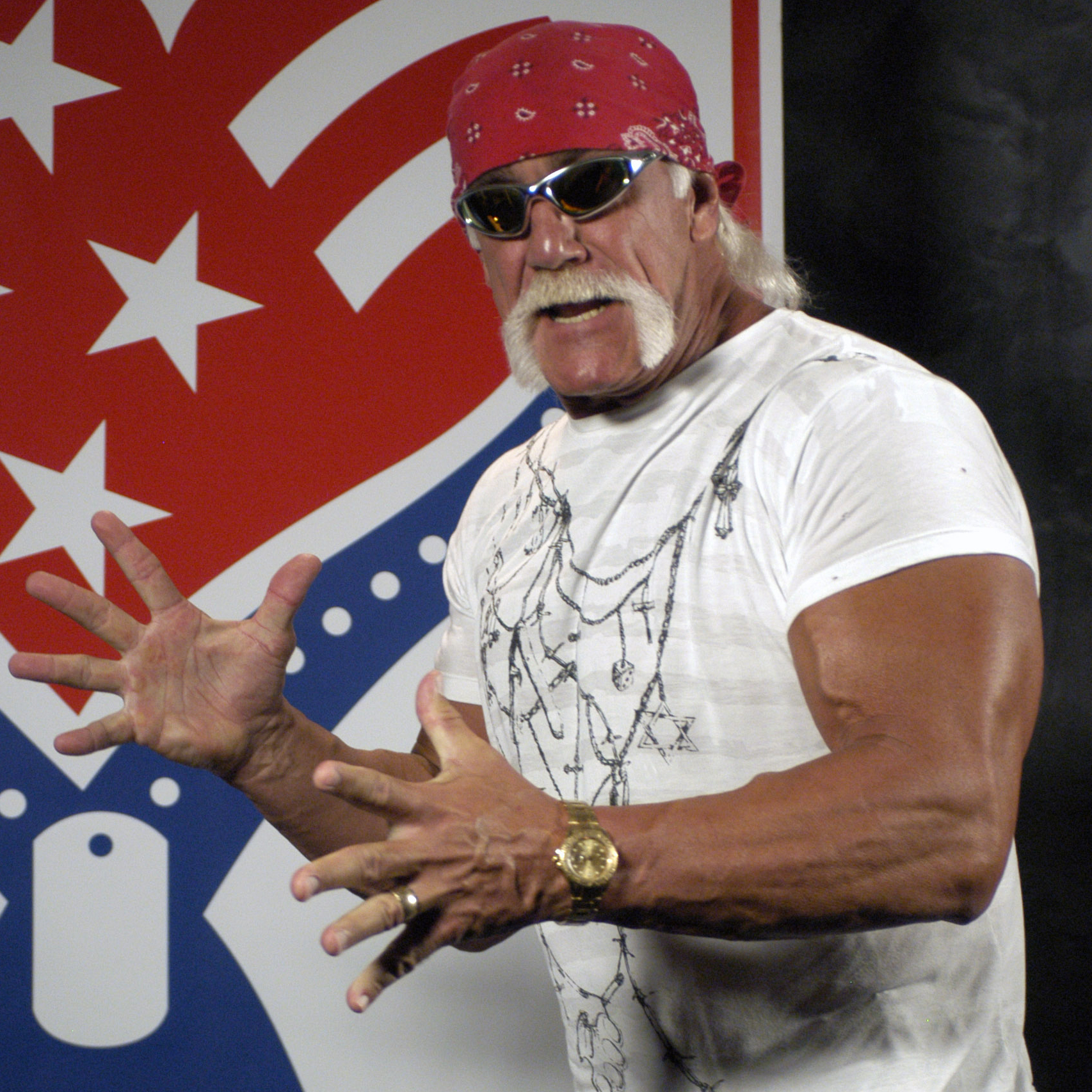
Hulk Hogan, 2005

Im März 1985 war Hogan zusammen mit Mr. T zu Gast in der Talkshow Hot Properties, moderiert von Richard Belzer. Während der Sendung bat Belzer um die Demonstration einer Kampftechnik – Hogan zögerte zunächst, demonstrierte dann aber einen würgenden Haltegriff (front-chin-lock) an Belzer. Dabei entglitt Belzer Hogans Griff, stürzte bewusstlos zu Boden und schlug sich den Kopf auf. Belzer kam schnell wieder zu sich, stand auf und unterbrach die Sendung durch Überleitung in einen Werbeblock. Die Sendung wurde kurz darauf abgebrochen und Belzer medizinisch versorgt – die Wunde wurde mit mehreren Stichen genäht. In der darauffolgenden Show eine Woche später, zeigte Belzer die Fäden seinem Publikum, um zu beweisen, dass das keine Showeinlage gewesen sei. Später erstritten seine Anwälte vor Gericht von Hogan eine siebenstellige Summe Schmerzensgeld.
1994 wurde mit Thunder in Paradise eine Fernsehserie mit Bollea in der Hauptrolle (siehe Filmografie) produziert. Darin spielen Bollea und Chris Lemmon, Sohn von Jack Lemmon, zwei ehemalige Navy-Soldaten, die ein futuristisches Schnellboot für die Navy entwickeln und damit auf Verbrecherjagd gehen. Nach 22 Episoden und drei Fernsehfilmen wurde das Projekt eingestellt.
Ab Juli 2005 wurde in den USA auf VH1 die TV-Reality-Soap Hogan Knows Best ausgestrahlt. Bisher wurden vier Staffeln gedreht, die ersten beiden Staffeln gab es in Deutschland auf MTV zu sehen. Die Handlung bezieht sich auf die Hogan-Familie, die Hauptdarsteller sind Hulk Hogan, Linda Hogan, Nick Hogan und Brooke Hogan. Die Kamera begleitet die Familie beim Umzug in ein neues Haus, Pool-Partys mit anderen Wrestlern oder im Tonstudio, wenn Brooke ihr neues Album aufnimmt. Später wurde das Spin-off Brooke Knows Best mit Fokus auf Brooke produziert, in dem Hulk Hogan ebenfalls zu sehen war.
2008 moderierte Hulk Hogan die Neuauflage der Gameshow American Gladiators auf NBC.
Ab Oktober 2008 strahlte der Sender CMT die Reality-Show Hulk Hogan’s Celebrity Championship Wrestling aus. In dieser Show unterrichtet Hogan zusammen mit Freunden und Profiwrestlern mehrere US-amerikanische Prominente, z. B. Eric Esch (Butterbean), Dennis Rodman oder Dustin Diamond sowie Playmates und Moderatoren im „professional wrestling“. Nach mehreren Trainingssessions treten dann die Prominenten in Zweierteams gegeneinander an. Ab dem 13. Juli 2009 strahlte MTV die Show auch in Deutschland aus.
Im November 2009 gab Hulk Hogan bekannt, dass er sich als Bassist für Metallica beworben habe und dafür auch seine Karriere an den Nagel gehängt hätte. Er gab an, nie eine Antwort der Band bekommen zu haben. Bestätigt wurde eine Anfrage weder von den Bandmitgliedern noch vom Management.
Hogan ist in zahlreichen Wrestling-Videospielen vertreten, so u. a. bei WWF Royal Rumble oder WWE SmackDown vs. RAW 2006, WWE Legends of WrestleMania oder WWE Allstars. Im Herbst 2011 erschien exklusiv für die Xbox 360 das Videospiel Hulk Hogan’s Main Event. In dem auf der Bewegungssteuerung Kinect basierenden Spiel kann man sich einen eigenen Wrestler zusammenstellen und mit Hulk Hogan rund 30 Wrestling-Tricks erlernen. Für das 2011 erschienene Videospiel Saints Row: The Third lieh er Angel De LaMuerte seine Stimme. Auf der Republican National Convention 2024 erklärte Hogan seine Unterstützung für Donald Trump und begleitete ihn anschließend bei mehreren Wahlkampfauftritten, unter anderem im Madison Square Garden.

## Privatleben
Von 1983 bis 2008 war er mit Linda Claridge verheiratet. Aus dieser Ehe stammen Tochter Brooke und ein Sohn. Im November 2007 reichte Claridge die Scheidung ein. Als Grund gab sie an, dass Bollea sie mit einer Freundin der gemeinsamen Tochter betrogen habe. Laut der britischen Boulevardzeitung The Sun stellte die angestrebte Scheidung jedoch nur den Versuch dar, das Vermögen der Familie vor finanziellen Forderungen zu schützen. Hintergrund war eine Schadensersatzklage gegen Bolleas Sohn wegen eines illegalen Autorennens, bei dem einer der Teilnehmer schwer verletzt worden war.
Im Dezember 2010 heiratete Bollea Jennifer McDaniels. Die Ehe wurde im Oktober 2021 geschieden.
Ab Anfang 2022 war er mit der Yogalehrerin und Buchhalterin Sky Daily liiert. Der Wrestler Horace Hogan, der zeitweise gemeinsam mit ihm bei der WCW unter Vertrag war, ist sein Neffe.
Im Oktober 2012 veröffentlichte der Klatschblog Gawker.com ein Sexvideo von Bollea. Im darauffolgenden Zivilprozess wurden ihm im März 2016 deshalb 115 Millionen US-Dollar Schadensersatz zugesprochen, die zu der Insolvenz des Unternehmens führten. Bolleas Anwaltskosten in Höhe von zehn Millionen Dollar wurden von Peter Thiel übernommen, der einige Jahre zuvor von Gawker als homosexuell geoutet worden war.
Bollea starb am 24. Juli 2025 in Clearwater, Florida im Alter von 71 Jahren infolge eines Herzinfarkts. Sein Leichnam wurde in der Feuerhalle Bay Area eingeäschert. Die Urne steht zum Gedenken im Sylvan Abbey Memorial Park in Clearwater, Pinellas County, Florida.

## Filmografie
- 1982: Rocky III – Das Auge des Tigers (Rocky III)
- 1984: Auf der Jagd nach dem verlorenen Schatz (Bimini Code)
- 1984: Goldie and the Bears (Fernsehfilm)
- 1986: Love Boat (The Love Boat, Fernsehserie, Folge 9x13)
- 1985–1986: Das A-Team (The A-Team, Fernsehserie, 2 Folgen)
- 1989: Der Hammer (No Holds Barred)
- 1990: Gremlins 2 – Die Rückkehr der kleinen Monster (Gremlins 2: The New Batch)
- 1991: Der Ritter aus dem All (Suburban Commando)
- 1993: Mr. Babysitter (Mr. Nanny)
- 1994: Thunder in Paradise (Fernsehserie, 22 Folgen)
- 1996: Baywatch – Die Rettungsschwimmer von Malibu (Baywatch, Fernsehserie, Folge 6x15)
- 1996: Agent 00 – Mit der Lizenz zum Totlachen (Spy Hard)
- 1996: Secret Agent Club (The Secret Agent Club)
- 1996: Santa Claus mit Muckis (Santa with Muscles)
- 1997: The Ultimate Weapon
- 1997: Shadow Warriors – Rache um jeden Preis (Shadow Warriors: Assault On Devil's Island, Fernsehfilm)
- 1998: McCinsey’s Island – Ein tierisches Duo (McCinsey’s Island)
- 1998: Mega Mountain Mission (3 Ninjas: High Noon at Mega Mountain)
- 1999: Susan (Suddenly Susan, Fernsehserie, Folge 3x19–3x20)
- 1999: Shadow Warriors II: Hunt for the Death Merchant (Fernsehfilm)
- 1999: Muppets aus dem All (Muppets from Space)
- 2001: Walker, Texas Ranger (Fernsehserie, Folge 9x13)
- 2005–2007: Hogan Knows Best (Realitysoap)
- 2008–2009: Brooke Knows Best (Realitysoap)
- 2009: Little Hercules
- 2011: Gnomeo und Julia (Gnomeo and Juliet)
- 2014: The Sheik (Dokumentarfilm)
- 2019: Die Goldbergs (The Goldbergs, Fernsehserie, Folge 7x07)

## Titel und Auszeichnungen

### Titel
- New Japan Pro-Wrestling
  - 1× IWGP Heavyweight Champion (Originalversion, erster Titelträger)
- World Championship Wrestling
  - 6× WCW World Heavyweight Champion
- World Wrestling Federation/Entertainment
  - 6× WWE Champion
  - 1× WWE World Tag Team Champion mit Edge

### Auszeichnungen
- New Japan Pro-Wrestling
  - 1982, 1983: MSG Tag League Tournament Sieger mit Antonio Inoki
  - 1983: IWGP League Tournament Sieger
  - 1990: Aufnahme in den Greatest 18 Club
- Pro Wrestling Illustrated
  - 1991: Platz 1 der Top 500 Wrestler im PWI 500
- World Wrestling Entertainment
  - 1990, 1991: 2× Royal Rumble Sieger
  - 2005: Aufnahme in die Hall of Fame
  - 2020: Aufnahme in die Hall of Fame als Mitglied der New World Order